# 말아톤
《말아톤》은 자폐성 장애를 가진 청년이 마라톤을 통해 사회와 소통해 나가는 과정을 그린 영화로 2005년에 개봉하였다.

## 개요
이 영화는 KBS 《인간극장》에서 다큐멘터리로도 소개된 자폐성 장애 당사자 배형진과 그의 어머니 이야기를 바탕으로 각색되었다. 주인공 배형진(극중 윤초원)은 2001년 춘천 마라톤 대회에서 서브쓰리(3시간 이내 완주)를 기록하였다. 배형진과 달리 영화 중 개인코치는 실존하지 않는 인물이다. 배형진은 2002년 철인3종경기(올림픽 코스)에 출전하여 약 15시간의 기록으로 완주하였는데 이 내용은 영화의 끝부분에서 자막으로만 표시된다.
한편 이 영화의 주연 배우 조승우는 〈말아톤〉 촬영현장 공개 때 취재온 기자 한명에게 몹시 화를 내서 분위기를 썰렁하게 만들었다고 한다. “자폐아처럼 한번 포즈를 취해보라”는 주문을 받고 나서였다. 그는 자폐아에 대한 기본적 상식도, 예의도 없는 요구라고 생각했고, 자신의 불쾌함을 숨기지 않았다. 〈말아톤〉 시사회가 끝나고 조승우가 가장 많이 들은 질문은 “자폐아 연기는 어떻게 하셨나요? 힘들지 않았나요?”였는데, 그는 “운동복 입고 뛰느라 겨울에 땀 빼는 게 힘들었어요”라고 대답했다고 한다. 듣는 이로서는 조금 당황스런 대답이다. 조승우는 이렇게 말한 이유에 대해 “배형진군(영화의 실제 모델)이나 다른 자폐아 친구들을 만나면서 자폐아는 ‘자개아’라는 생각이 들었어요. 꾸밈없는 자신의 방식으로 세상과 만난다는 점에서 그래요. 달리 어떤 패턴이나 정의로 자폐아로 묶는 건 엄청난 오해라는 걸 깨달았죠.”라고 말했다.

## 줄거리
다섯 살의 지능을 가진 스무 살 윤초원(조승우 분)은 달리기만큼은 다른 사람들과 똑같은 재능을 가졌다. 이전부터 윤초원의 달리기 가능성에 희망을 가져온 엄마(김미숙 분)는 마라톤을 가르쳐 주기로 결심하고 음주운전으로 인해 사회봉사 명령을 받은 전직 메달리스트이자 체육교사인 정욱(이기영 분)에게 마라톤을 가르쳐 달라고 호소한다. 우여곡절 끝에 정욱은 이를 승락하고 교육이 시작된다. 정욱은 윤초원에게 매일 운동장에서 훈련을 시키지만 윤초원을 놔두고 혼자서 사우나에 가서 시간을 보내는 등 성실하게 가르쳐 주지 않는다. 이들은 곧 있을 마라톤 대회에서 세 시간의 벽을 넘는 일명 '서브쓰리'를 목표로 삼는다. 처음 윤초원이에게 마음을 열지 않았던 정욱은 초원이의 순수한 마음과 가능성에 점점 마음을 열고 열심히 가르치게 된다. 그러나 어느 날 초원이를 가르치던 체육교사의 실수로 인해 말다툼을 벌이던 엄마는 자신이 마라톤을 빌미로 아들 초원이를 혹사시키는 건 아닌지 고민에 빠지고 결국 마라톤 출전을 포기하기로 마음먹는다. 그러나 마라톤 경주 당일 초원이는 이미 경기장에 가 있었고, 엄마는 출전을 말리려고 경기장으로 향한다. 그러나 초원이는 뛰고 싶어하며 엄마가 항상 되짚던 말을 꺼낸다. "초원이 다리는?" "백만불짜리 다리" 아들 초원이의 말에 할 말을 잃은 엄마는 아들 초원이의 손을 놓아 주고 마라톤 경주가 시작된다.

## 캐스팅
- 조승우 : 윤초원 역
  - 조영관 : 어린 초원 역
- 김미숙 : 엄마 경숙 역
- 백성현 : 윤중원 역
  - 김민기 : 어린 중원 역
- 이기영 : 손정욱 역
- 안내상 : 윤희근 역
- 김선재 : 초원 담임 역
- 탁용신 : 교장 역
- 전수지 : 세연 역
  - 박소은 : 어린 세연 역
- 박미숙 : 얼룩무늬 핸드백 역
- 우기홍 : 잡지 기자 역
- 이상홍 : 지하철 청년 역
- 윤갑수 : 양재천 클럽 회장 역
- 맹봉학 : 양재천 클럽 총무 역
- 김도영 : 정신과 여의사 역
- 김재록 : 파출소 경찰 역
- 이정성 : 내과 의사 역
- 장남열 : 페이스 메이커 역
- 이성민 : 정욱 친구 역
- 박민경 : 얼룩무늬 스커트를 입은 여자 역
- 김영아 : 초코파이 여 역
- 김홍택 : 마라톤 의사 역
- 김빈 : 마트 여 역
- 이진영 : 택시기사 역
- 권영헌 : 옆집 아저씨 역
- 석명홍 : 택시기사 역
- 홍효인 : 친구 역
- 장민석 : 특수학교 친구 역
- 신동훈 : 특수학교 친구 역
- 장지웅 : 특수학교 친구 역
- 정옥권 : 특수학교 친구 역
- 조용선 : 특수학교 친구 역
- 이창헌 : 특수학교 친구 역
- 조인기 : 특수학교 친구 역
- 장수영 : 마라톤 사진사 역
- 김장욱 : 마라톤 사진기자 역
- 박봉욱 : 마라톤 아나운서 역
- 정철우 : 인라인 역
- 김준원 : 교통 순경 역
- 이두영 : 춘천 치어리더 역
- 정미영 : 춘천 치어리더 역
- 정미선 : 야구장 치어리더 역
- 이성진 : 야구장 치어리더 역
- 이민숙 : 야구장 치어리더 역
- 박정미 : 야구장 치어리더 역
- 이용헌 : 수영장 안전요원 역
- 김종배 : 중국집 배달원 역
- 박현수 : 세연 남자친구 역
- 허자경 : 미장원 누나 역
- 이완호 : 동물의 왕국 나레이션 역

## 흥행 성적
- 대한민국 국내 개봉에서 500만 관객 동원
- 2005년 상반기 한국 영화 최고의 흥행 성적

## 같이 보기
- 레인 맨 - 장애인을 배경으로 하는 내용이 비슷한 동일 소재의 미국 영화
- 말아톤 (드라마) - 일본에서 2007년 당시 TBS를 통해 소개된 동명의 원작을 리메이크한 드라마

## 수상 및 후보
| 연도 | 시상식(주최 기관)                 | 부문                       | 수상작(자)             | 결과 | 출처  |
| ---- | --------------------------------- | -------------------------- | ---------------------- | ---- | ----- |
| 2005 | 제28회 황금촬영상                 | 최우수 인기남우상          | 조승우                 | 수상 | [ 3 ] |
| 2005 | 제28회 황금촬영상                 | 신인감독상                 | 정윤철                 | 수상 |       |
| 2005 | 제41회 백상예술대상               | 영화부문 대상              | 말아톤                 | 수상 |       |
| 2005 | 제41회 백상예술대상               | 영화부문 남자 최우수연기상 | 조승우                 | 수상 |       |
| 2005 | 제41회 백상예술대상               | 영화부문 시나리오상        | 정윤철                 | 수상 |       |
| 2005 | 제42회 대종상                     | 최우수 작품상              | 말아톤                 | 수상 |       |
| 2005 | 제42회 대종상                     | 남우주연상                 | 조승우                 | 수상 |       |
| 2005 | 제42회 대종상                     | 여우주연상                 | 김미숙                 | 후보 |       |
| 2005 | 제42회 대종상                     | 남우조연상                 | 이기영                 | 후보 |       |
| 2005 | 제42회 대종상                     | 신인감독상                 | 정윤철                 | 수상 |       |
| 2005 | 제42회 대종상                     | 시나리오상                 | 정윤철, 윤진호, 송예진 | 수상 |       |
| 2005 | 제42회 대종상                     | 음악상                     | 김준성                 | 수상 |       |
| 2005 | 제42회 대종상                     | 기획상                     | 석명홍                 | 수상 |       |
| 2005 | 제42회 대종상                     | 남자인기상                 | 조승우                 | 수상 |       |
| 2005 | 제6회 부산영화평론가협회상        | 남우주연상                 | 조승우                 | 수상 |       |
| 2005 | 제1회 프리미어 라이징 스타 어워즈 | 남우주연상                 | 조승우                 | 수상 | [ 4 ] |
| 2005 | 제14회 중국 금계백화영화제        | 해외영화부문 남우주연상    | 조승우                 | 수상 | [ 5 ] |
| 2005 | 제25회 한국영화평론가협회상       | 10대영화상                 | 말아톤                 | 수상 |       |
| 2005 | 제8회 디렉터스 컷 시상식          | 올해의 신인 감독상         | 정윤철                 | 수상 |       |
| 2005 | 제26회 청룡영화상                 | 작품상                     | 말아톤                 | 후보 |       |
| 2005 | 제26회 청룡영화상                 | 남우주연상                 | 조승우                 | 후보 |       |
| 2005 | 제26회 청룡영화상                 | 신인감독상                 | 정윤철                 | 수상 |       |
| 2005 | 제26회 청룡영화상                 | 음악상                     | 김준성                 | 수상 |       |
| 2005 | 제26회 청룡영화상                 | 각본상                     | 정윤철, 윤진호, 송예진 | 후보 |       |
| 2005 | 제26회 청룡영화상                 | 인기스타상                 | 조승우                 | 수상 |       |
| 2005 | 제4회 대한민국 영화대상           | 최우수 작품상              | 말아톤                 | 후보 |       |
| 2005 | 제4회 대한민국 영화대상           | 남우주연상                 | 조승우                 | 후보 |       |
| 2005 | 제4회 대한민국 영화대상           | 여우주연상                 | 김미숙                 | 후보 |       |
| 2005 | 제4회 대한민국 영화대상           | 남우조연상                 | 이기영                 | 후보 |       |
| 2005 | 제4회 대한민국 영화대상           | 신인감독상                 | 정윤철                 | 후보 |       |
| 2005 | 제4회 대한민국 영화대상           | 각본각색상                 | 정윤철, 윤진호, 송예진 | 후보 |       |
| 2005 | 제13회 춘사영화상                 | 최우수 작품상              | 말아톤                 | 후보 |       |
| 2005 | 제13회 춘사영화상                 | 감독상                     | 정윤철                 | 후보 |       |
| 2005 | 제13회 춘사영화상                 | 남우주연상                 | 조승우                 | 후보 |       |
| 2005 | 제13회 춘사영화상                 | 여우주연상                 | 김미숙                 | 후보 |       |
| 2005 | 제13회 춘사영화상                 | 남우조연상                 | 이기영                 | 후보 |       |
| 2005 | 제13회 춘사영화상                 | 신인감독상                 | 정윤철                 | 수상 |       |
| 2005 | 제13회 춘사영화상                 | 촬영상                     | 권혁준                 | 후보 |       |
| 2005 | 제13회 춘사영화상                 | 조명상                     | 이재혁                 | 후보 |       |
| 2005 | 제13회 춘사영화상                 | 음악상                     | 김준성                 | 후보 |       |
| 2005 | 제13회 춘사영화상                 | 편집상                     | 남인주                 | 후보 |       |